# Port-de-Lanne
Port-de-Lanne (gaskonsko Lanas) je naselje in občina v francoskem departmaju Landes regije Akvitanije. Naselje je leta 2009 imelo 894 prebivalcev.

## Geografija
Kraj leži v pokrajini Gaskonji ob reki Adour, 21 km jugozahodno od Daxa.

## Uprava
Občina Port-de-Lanne skupaj s sosednjimi občinami Bélus, Cauneille, Hastingues, Oeyregave, Orist, Orthevielle, Pey, Peyrehorade, Saint-Cricq-du-Gave, Saint-Étienne-d'Orthe, Saint-Lon-les-Mines in Sorde-l'Abbaye sestavlja kanton Peyrehorade s sedežem v Peyrehoradu. Kanton je sestavni del okrožja Dax.

## Zanimivosti
- gotska cerkev sv. Magdalene iz 13. stoletja,
- Château de Bec du Gave.